# Cratere Brookton
Brookton è un cratere sulla superficie di Gaspra.